# NGC 3956
NGC 3956 ist eine Balken-Spiralgalaxie mit ausgedehnten Sternentstehungsgebieten vom Hubble-Typ SBc im Sternbild Crater südlich des Himmelsäquators. Sie ist schätzungsweise 66 Mio. Lichtjahre von der Milchstraße entfernt, hat einen Durchmesser von etwa 70.000 Lj und ist Teil der NGC 4038-Gruppe.
Im selben Himmelsareal befinden sich u. a. die Galaxien NGC 3957 und NGC 3981.
Das Objekt wurde  am 10. März 1785 von dem deutsch-britischen Astronomen Wilhelm Herschel entdeckt.